# Adhir Kalyan
 (juin 2024).
Si vous disposez d'ouvrages ou d'articles de référence ou si vous connaissez des sites web de qualité traitant du thème abordé ici, merci de compléter l'article en donnant les références utiles à sa vérifiabilité et en les liant à la section « Notes et références ».
 (juin 2024).
Le contenu est difficilement compréhensible vu les erreurs de traduction, qui sont peut-être dues à l'utilisation d'un logiciel de traduction automatique.
Adhir Kalyan est un acteur sud-africain né le 4 août 1983 à Durban.
Il joue le rôle de Timmy dans la sitcom CBS Rules of Engagement et d'Awalmir Karimi/'Al' dans United States of Al.

## Biographie

### Enfance et formation
Kalyan est une famille d'origine sud-africaine indienne. Son père, Santosh Vinita « Sandy » Kalyan, était membre de l'Alliance démocratique.
Kalyan a étudié à Durban. Il a participé à plusieurs productions en Afrique du Sud avant de partir à l'étranger, y compris des adaptations théâtrales d'Oliver Twist et A Christmas Carol de Charles Dickens, une adaptation de The Ground Beneath Her Feet de Salman Rushdie et la pièce classique shakespearienne Macbeth.

### Carrière
Kalyan s'est installé à Londres en 2005 pour continuer sa carrière d'acteur, où il a joué dans la série BBC Holby City ( série 8 ) en tant qu'Arjmand Younis, dans Spooks (série 5) et sur le réseau irlandais RTÉ One dans Fair City en tant que Ramal Kirmani. . Kalyan a également joué dans plusieurs films indépendants.
En tant qu'étudiant étranger pakistanais vivant avec une famille du Wisconsin, Kalyan a participé à l'émission américaine CW Television Network Aliens in America.  Il a joué des rôles récurrents dans la cinquième saison de la série câblée Nip/Tuck et dans la troisième saison de la sitcom CBS Rules of Engagement, devenant une série régulière dans la quatrième saison de celle-ci.
En 2009, Kalyan a joué Pahud dans le film Paul Blart : Mall Cop en tant qu'employé licencié dans Up in the Air et dans la comédie de pom-pom girl Fired Up. Il a joué dans Youth in Revolt en 2010 et dans un rôle mineur dans No Strings Attached en 2011.
Il a débuté en 2015 dans le film policier de science-fiction Frankenstein Code produit par la Fox.
En décembre 2019, Kalyan a été choisi pour incarner Awalmir Karimi, l'interprète afghan de la série CBS United States of Al. Créée le 1 avril 2021, la sitcom est entourée de polémiques. La série et ses créateurs ont été largement critiqués pour l'humour de la série, l'utilisation de tropes obsolètes et, surtout, pour le recrutement d'un acteur indien né en Afrique du Sud pour un rôle principal afghan et l'utilisation d'un accent inauthentique.

## Vie privée
Il s'est marié en mars 2015 avec l'actrice Emily Wilson de l'Hôpital général.  Le 1er octobre 2016, Lui et Wilson se sont mariés à la colonie 29 de Palm Springs, en Californie.
Leur premier enfant a été accueilli ensemble, une fille née le 23 mars 2021.

## Filmographie
| Year      | Title                  | Type      | Role                | Notes                                                    |
| --------- | ---------------------- | --------- | ------------------- | -------------------------------------------------------- |
| 2006      | Holby City             | TV series | Arjmand Younis      | 1 episode                                                |
| 2006–2007 | Fair City              | TV series | Ramal Kirmani       |                                                          |
| 2007–2008 | Aliens in America      | TV series | Raja                | Starring role                                            |
| 2009      | Paul Blart: Mall Cop   | Feature   | Pahud               | [ 7 ]                                                    |
| 2009      | Fired Up!              | Feature   | Brewster            | [ 7 ]                                                    |
| 2009      | Up in the Air          | Feature   | Irate IT worker     |                                                          |
| 2009      | Nip/Tuck               | TV series | Raj Paresh          | 3 episodes                                               |
| 2009      | Youth in Revolt        | Feature   | Vijay Joshi         | [ 7 ]                                                    |
| 2009–2013 | Rules of Engagement    | TV series | Timmy               | Recurring (Season 3) Main cast (Seasons 4–7) 70 episodes |
| 2010      | High School            | Feature   | Sebastian Saleem    | [ 7 ]                                                    |
| 2011      | No Strings Attached    | Feature   | Kevin               |                                                          |
| 2015      | Paul Blart: Mall Cop 2 | Feature   | Pahud               | Cameo                                                    |
| 2016      | Second Chance          | TV series | Otto Goodwin        | Starring role                                            |
| 2020      | A Nice Girl Like You   | Feature   | Paul Goodwin        | [ 7 ]                                                    |
| 2020      | Broken Promises 5      | Feature   | Bushknife Bobby     |                                                          |
| 2020      | The Goldbergs          | TV series | Dodd Wembley        | Episode: "It's All About Comptrol"                       |
| 2021–2022 | United States of Al    | TV series | Awalmir "Al" Karimi | Main cast                                                |
| 2022      | Bob Hearts Abishola    | TV series | Jared               | Episode: "Inner Boss Bitch",                             |
| 2023      | Not Dead Yet           | TV series | Keith               | Episode: "Not Feeling It Yet"                            |
| 2023      | Broken Promises 6      | Feature   | Bushknife Bobby     | Starring role                                            |